# Wind From The Darkwood
Wind From The Darkwood — дебютний студійний альбом українського блек-метал колективу Torturer.

## Список композицій
| #  | Назва                                          | Тривалість |
| -- | ---------------------------------------------- | ---------- |
| 1. | «Intro: Silence Of The Soul» (Інструментальна) | 2:12       |
| 2. | «Lies From Dreams»                             | 6:33       |
| 3. | «Wind From The Darkwood»                       | 4:23       |
| 4. | «The Blood Red Dawn»                           | 7:34       |
| 5. | «Faceless Wolf»                                | 7:04       |
| 6. | «Outro: The Prophecy»                          | 3:03       |

## Учасники запису
Torturer
- Віталій Караваєв — вокал, гітара
- Андрій Дорохін — гітара

Додаткові музиканти
- Макс Химера — ударні, бас-гітара
- Lord Sinned — бас-гітара